# Ghent (Minnesota)
Ghent és una població dels Estats Units a l'estat de Minnesota. Segons el cens del 2000 tenia 315 habitants.

## Demografia
Segons el cens del 2000, Ghent tenia 315 habitants, 128 habitatges, i 89 famílies. La densitat de població era de 450,5 habitants per km².
Dels 128 habitatges en un 35,9% hi vivien nens de menys de 18 anys, en un 55,5% hi vivien parelles casades, en un 10,2% dones solteres, i en un 29,7% no eren unitats familiars. En el 25% dels habitatges hi vivien persones soles el 10,9% de les quals corresponia a persones de 65 anys o més que vivien soles. El nombre mitjà de persones vivint en cada habitatge era de 2,46 i el nombre mitjà de persones que vivien en cada família era de 2,91.
Per edats la població es repartia de la següent manera: un 28,3% tenia menys de 18 anys, un 12,4% entre 18 i 24, un 25,7% entre 25 i 44, un 21,9% de 45 a 60 i un 11,7% 65 anys o més.
L'edat mediana era de 34 anys. Per cada 100 dones de 18 o més anys hi havia 88,3 homes.
La renda mediana per habitatge era de 43.125 $ i la renda mediana per família de 47.417 $. Els homes tenien una renda mediana de 31.875 $ mentre que les dones 18.625 $. La renda per capita de la població era de 17.313 $. Entorn del 6,7% de les famílies i el 7,6% de la població estaven per davall del llindar de pobresa.

## Poblacions més properes
El següent diagrama mostra les poblacions més properes.